# Régiment des dragons de Monsieur
Pour les articles homonymes, voir Régiment de Monsieur (homonymie).
Le régiment des dragons de Monsieur est un régiment de cavalerie français d'Ancien Régime créé en 1676 sous le nom de régiment de Barbezières dragons devenu sous la Révolution le 13e régiment de dragons.

## Création et différentes dénominations
- 4 octobre 1676 : création du régiment de Barbezières dragons
- 19 août 1678 : renommé régiment de Fimarcon-dragons
- 1er mars 1710 : renommé régiment de Foix-dragons
- 27 décembre 1713 : renommé régiment de Châtillon-dragons
- 27 février 1714 : renommé régiment de Goesbriand-dragons
- 12 décembre 1724 : renommé régiment de Condé-dragons
- 21 février 1740 : renommé régiment de Mailly-dragons
- 14 février 1744 : renommé régiment d’Egmont-dragons
- 11 juillet 1753 : renommé régiment de Marbeuf-dragons
- 30 novembre 1761 : renommé régiment de Chabrillant-dragons
- 6 juin 1763 : renommé régiment de Monteclerc-dragons
- 20 février 1774 : renommé régiment du Comte de Provence-dragons[1]
- 1774 : renommé régiment des dragons de Monsieur
- 1er janvier 1791 : renommé 13e régiment de dragons

## Équipement

### Guidons
4 guidons « de ſoye ventre de biche, les armes de Condé au milieu, ſemez de fleurs de lys brodées, & frangez d’or & d’argent ».
4 guidons « de ſoye cramoiſie, Deviſe du Roi en or, ſemez de fleurs de lys, brodez et frangez d’argent ».

### Habillement

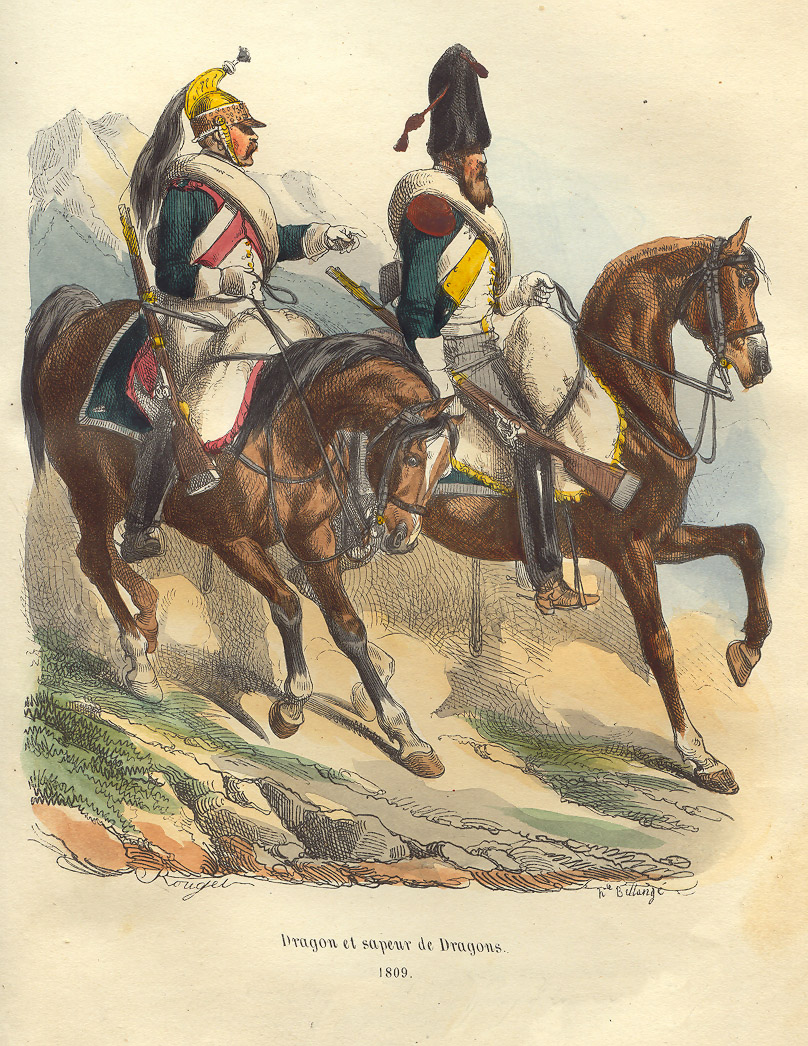
Dragon et sapeur de dragons de la Grande Armée, gravure de Bellangé illustrant l’Histoire de Napoléon de Laurent de l’Ardèche, 1843.

Uniformes de dragons
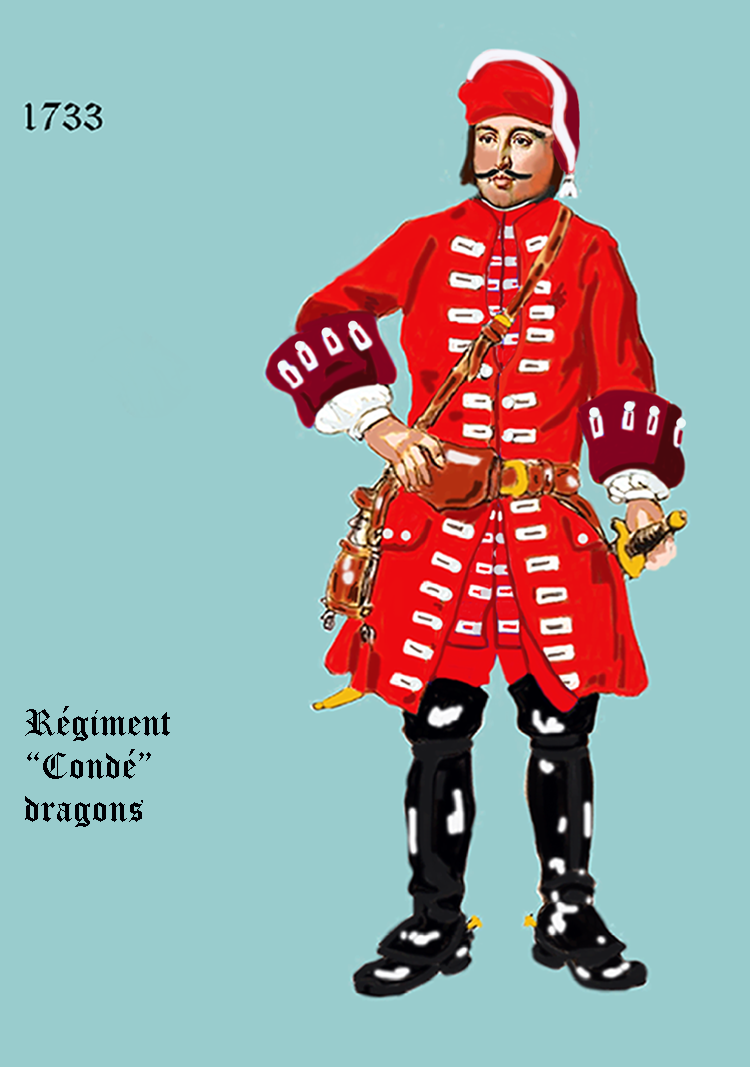
de 1733 à 1750
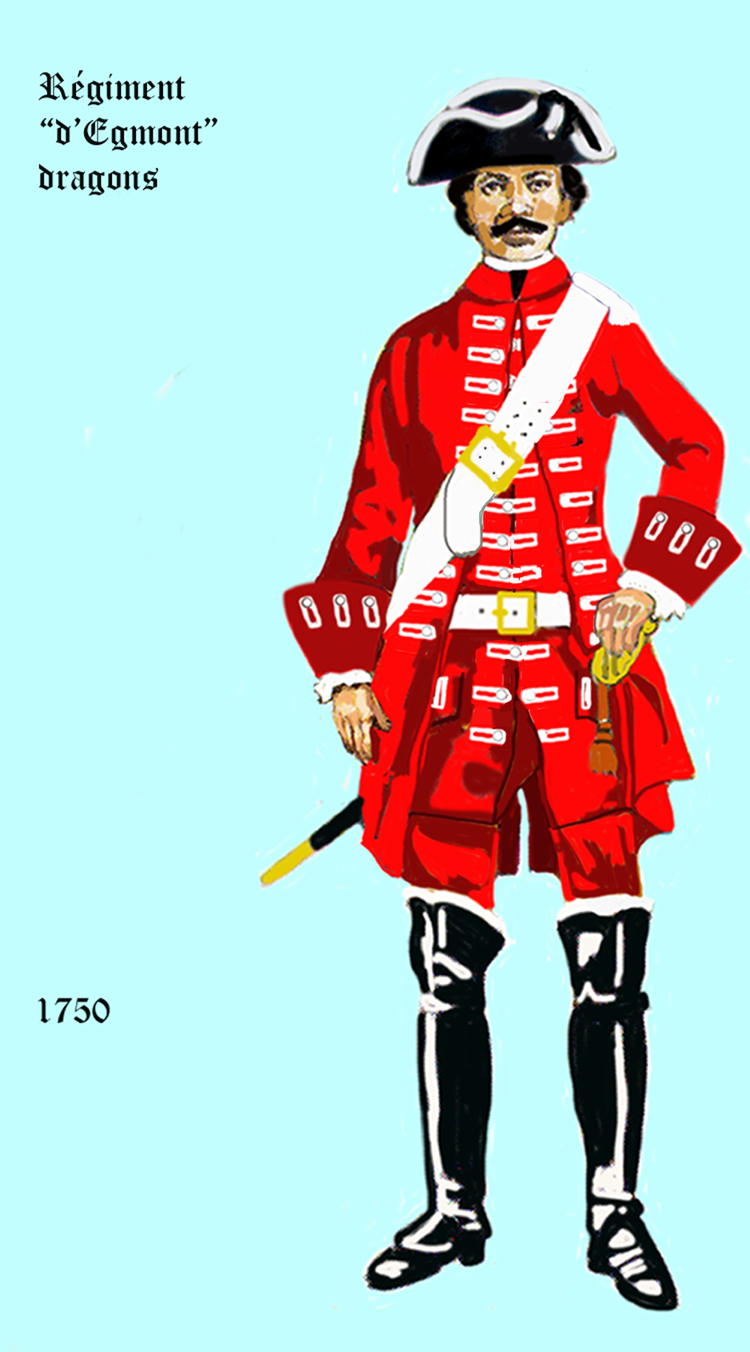
régiment des dragons d'Egmont de 1750 à 1757
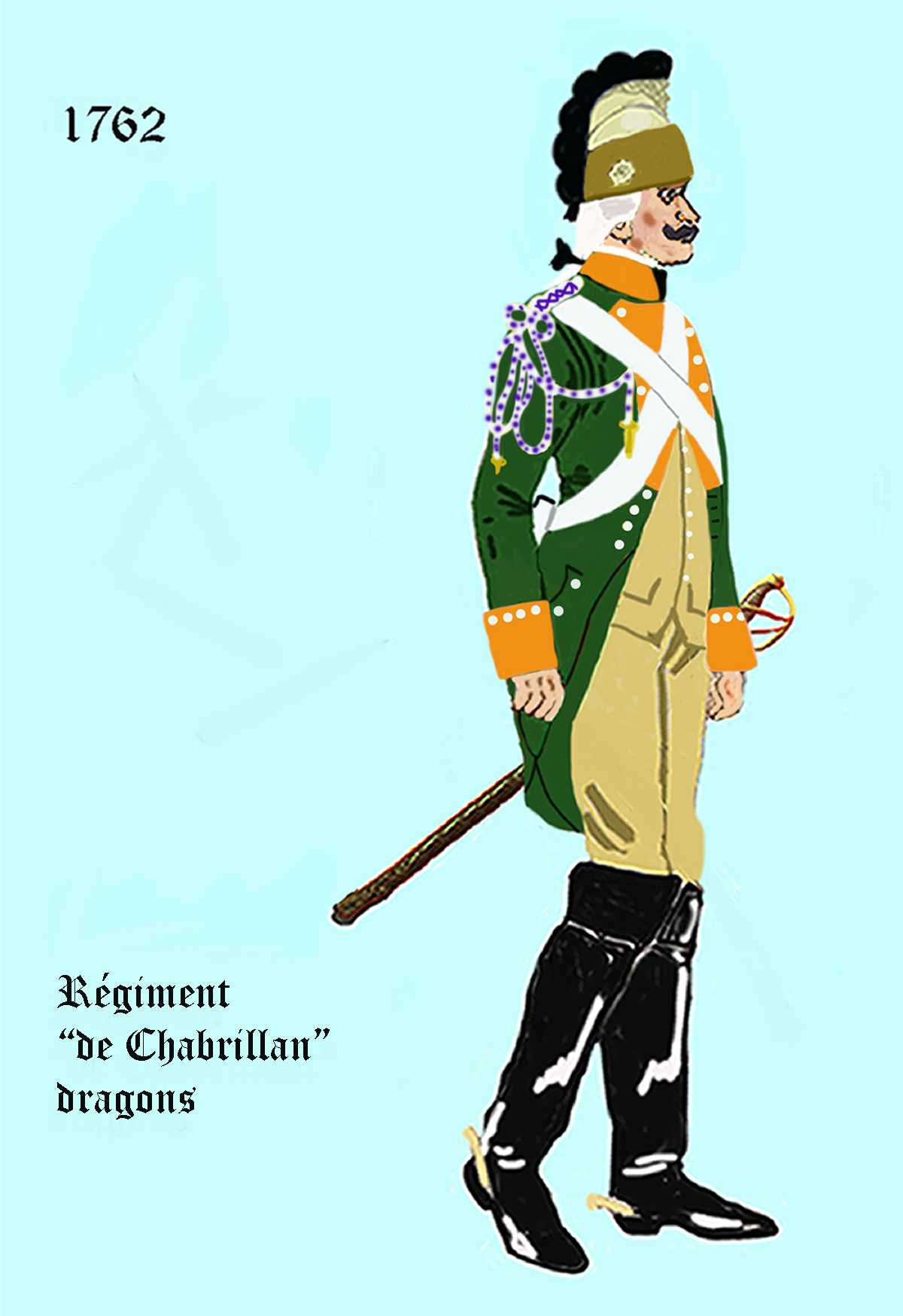
régiment des dragons de Chabrillan de 1762 à 1763
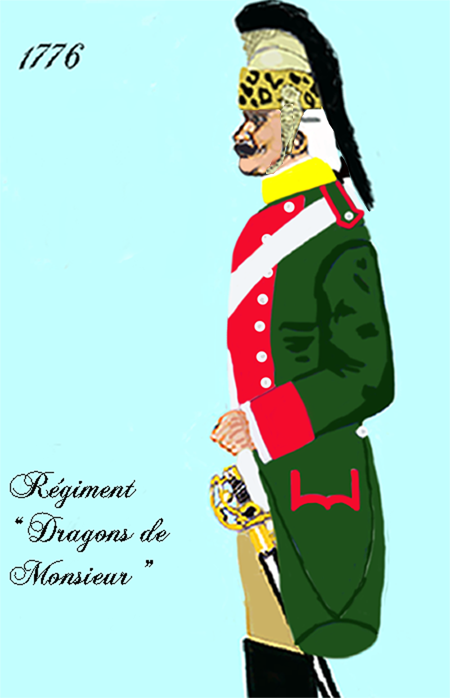
régiment des dragons de Monsieur de 1776 à 1779
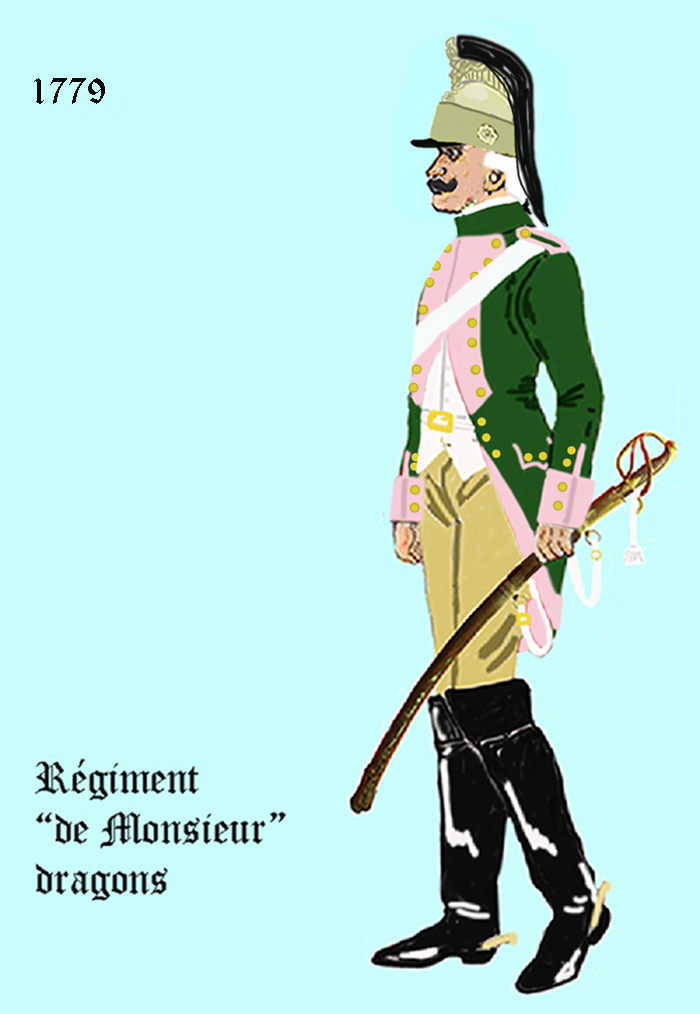
régiment des dragons de Monsieur de 1779 à 1786
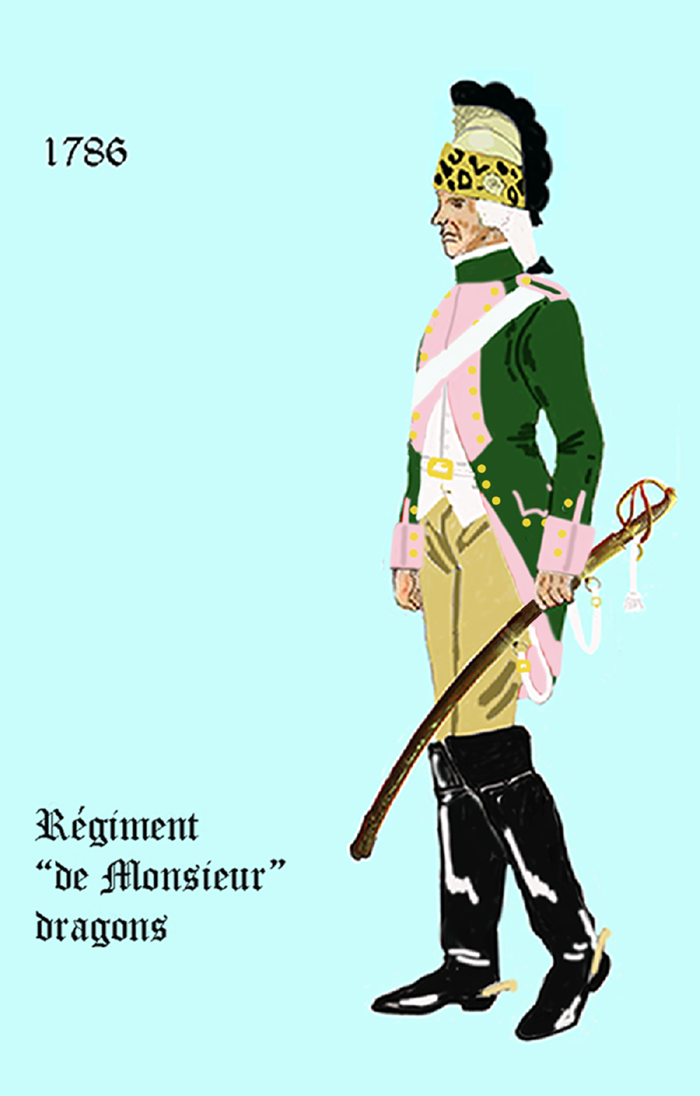
régiment des dragons de Monsieur de 1786 à 1791
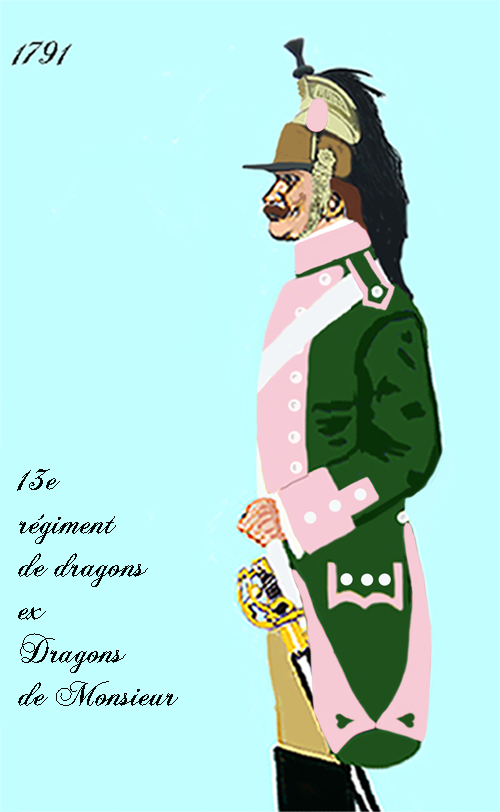
13e régiment de dragons après 1791

## Historique

### Mestres de camp et colonels
Colonels propriétaires
- 4 octobre 1676 : Charles Louis de Chemerault, marquis de Barbezières, brigadier le 24 août 1688, maréchal de camp le 2 mai 1692, lieutenant général des armées du roi le 3 janvier 1696, † 20 septembre 1709
- 19 août 1678 : Gaston Paul de Cassagnet, comte de Tilladet de Fimarcon, † 9 août 1692
- 9 août 1692 : Jacques de Cassagnet de Tilladet, comte de Staffort puis marquis de Fimarcon, frère du précédent brigadier le 9 février 1702, maréchal de camp le 26 octobre 1704, lieutenant général des armées du roi le 8 mars 1718, † 15 mars 1730
- 26 octobre 1704 : Charles François de Cassagnet (1682-1708), marquis de Tilladet de Fimarcon, neveu du précédent
- 16 octobre 1708 : Michel Louis de Cassagnet de Tilladet de Fimarcon (1689-1710), comte d’Estaffort, frère du précédent
- 1er mars 1710 : marquis de Foix, brigadier, lieutenant colonel du régiment.
- 23 décembre 1713 : Alexis Magdelaine Rosalie, chevalier puis comte puis duc de Châtillon, brigadier le 6 octobre 1712, maréchal de camp le 1er février 1719, lieutenant général des armées du roi le 1er août 1734, † 15 février 1754
- 27 février 1714 : Louis Vincent, marquis de Goesbriand, brigadier le 20 février 1734, maréchal de camp le 1er mars 1738, † 18 juin 1752
- 23 juillet 1731 : Louis Henri Auguste de Bourbon, prince de Condé, maréchal de camp le 22 septembre 1713, lieutenant général des armées du roi le 8 mars 1718, † 27 janvier 1740
- 21 février 1740 : François, chevalier de Mailly-Rubempré, chevalier non profèsde l’Ordre de Saint-Jean de Jérusalem, (Malte), (reçu au Grand-Prieuré de France)
- 14 février 1744 : Guy Félix Pignatelli, comte d’Egmont
- 11 juillet 1753 : Charles Louis René, marquis de Marbeuf, brigadier le 15 octobre 1758, déclaré maréchal de camp en décembre 1761 par brevet expédié le 20 février
- 30 novembre 1761 : Jacques Aymar de Moreton, chevalier puis comte de Chabrillan, brigadier le 20 février 1761, déclaré maréchal de camp en mai 1763 par brevet du 25 juillet 1762, † 21 octobre 1802
- 6 juin 1763 : Henri-François de Monteclerc, chevalier de Montecler
- 20 février 1774 : Louis Stanislas Xavier, comte de Provence, † 16 septembre 1824

Mestres de camp-lieutenants et colonels
- 4 mars 1710 : Louis Henri Auguste de Bourbon, prince de Condé
- 23 juillet 1731 : Louis Vincent, marquis de Goesbriand, ci-devant colonel propriétaire du régiment
- 24 février 1738 - février 1740 : Pierre François Achart de Joumare, marquis d’Argence, déclaré brigadier en novembre 1745 par brevet expédié le 1er mai, déclaré maréchal de camp en janvier 1749 par brevet du 10 mai 1748, † 16 mai 1760
- 20 février 1774 : Claude Louis, comte de La Châtre-Nancray
- 10 mars 1788 : Joseph François Louis Charles César, comte de Damas d’Antigny
- 21 octobre 1791 : Charles François Baron de Malvoisin
- 9 octobre 1792 : Jean Bernard Bourg Gauthier de Murnan
- 20 avril 1793 : César Elisabeth Marguerite Chanoine de Rocmont
- 4 mars 1797 : Mansuy Dominique Roget, baron de Belloquet
- 30 juin 1799 : René Gabriel Levasseur
- 25 octobre 1805 : Armand Louis de Broc
- 1806 : Pierre Victor, baron Laroche
- 1810 : Marie Antoine, vicomte de Reiset
- 29 mars 1813 : Marie Frédéric Monginot
- 28 novembre 1813 : Jean Sylvestre, baron Joannes
- 6 février 1814 : Pierre Joseph, comte de Ligniville
- 22 juin 1814 : Adrien Louis Antoine Jérôme, comte d’Astorg
- 21 avril 1815 : Jean-Baptiste Saviot

### Campagnes et batailles

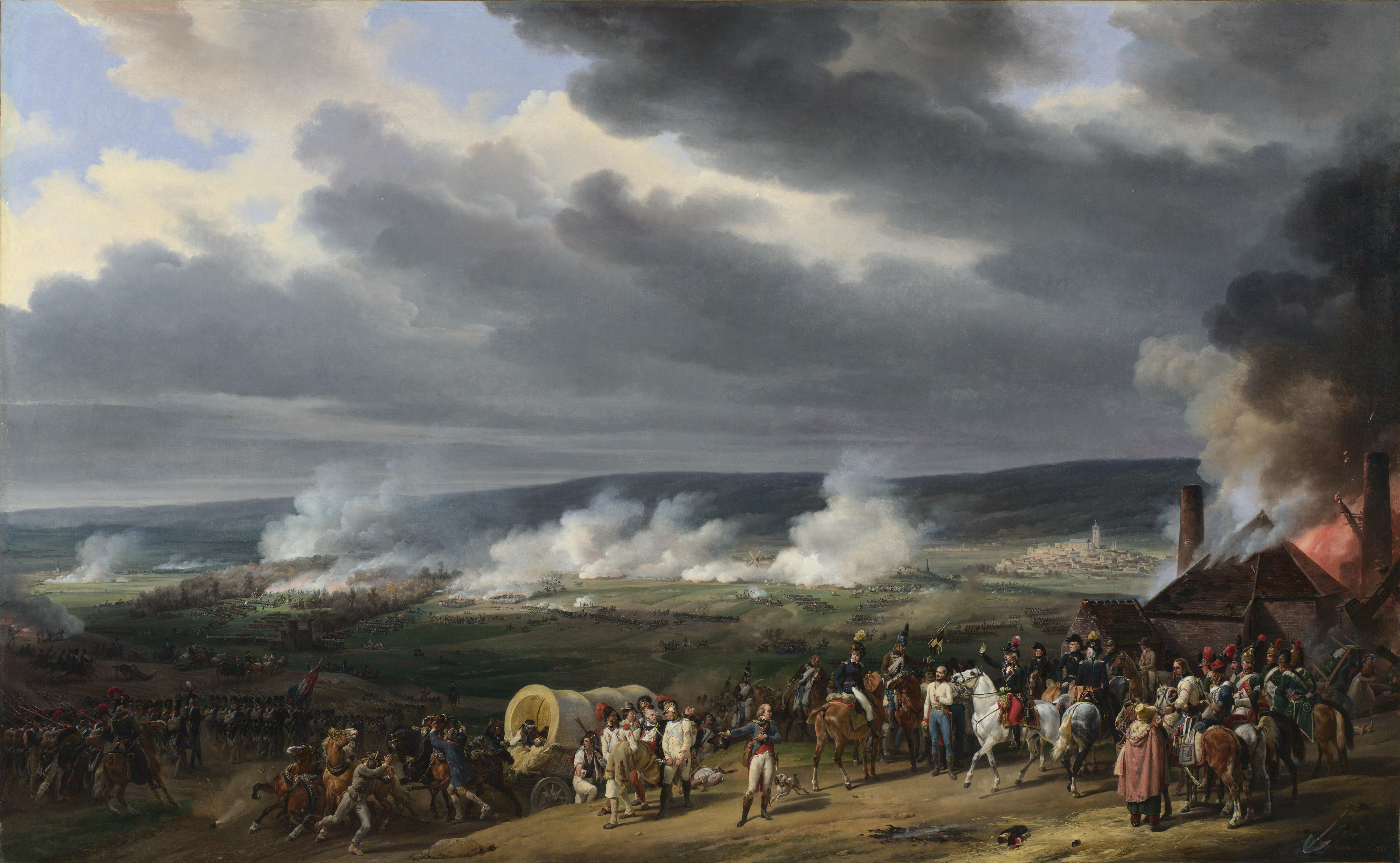
Bataille de Jemmapes, huile sur toile de 1834 d’Henry Scheffer, d’après Horace Vernet.

Le 13e régiment de dragons a fait les campagnes de 1792 à 1794 à l’armée du Nord. Il se distingua à la bataille de Jemmapes, le 6 novembre 1792).

Il a fait les campagnes de l’an IV à l’armée de l’Ouest ; an V à l’armée de Rhin-et-Moselle ; an VI aux armées de l’Ouest et de Mayence ; an VII aux armées d’Helvétie et du Danube ; ans VIII et IX à l’armée du Rhin. Fait d’armes : batailles d’Engen et de l’Iller, les 3 mai et 5 juin 1800.
Campagnes des ans XII et XIII à la 1re division de réserve de la cavalerie ; an XIV au corps de réserve de cavalerie ; 1806 et 1807 au 6e corps de cavalerie de réserve de la Grande Armée ; de 1808 à 1813 à l’armée d’Espagne ; 1814 et 1815 en France.

### Quartiers
- Stenay[2]